# Barna Bor
Barna Bor (* 12. Dezember 1986 im Komitat Pest) ist ein ehemaliger ungarischer Judoka. Er war 2011 Vizeweltmeister in der offenen Klasse.

## Sportliche Karriere
Der 1,91 m große Barna Bor war von 2008 bis 2016 sechsmal ungarischer Meister im Schwergewicht, der Gewichtsklasse über 100 Kilogramm.
Seine internationale Karriere begann schon früh. 2002 war er U17-Europameister. 2003 gewann er Silber bei den U20-Europameisterschaften, 2004 siegte er. Ebenfalls 2004 erkämpfte er Silber bei den U20-Weltmeisterschaften und Bronze bei den U23-Europameisterschaften. Bei den Europameisterschaften 2005 bezwang er im Schwergewichts-Viertelfinale den Esten Martin Padar, nach Niederlagen gegen den Polen Janusz Wojnarowicz und den Israeli Andrian Kordon belegte er den fünften Platz. 2006 belegte er den siebten Platz bei den Europameisterschaften, nachdem er im Viertelfinale an Martin Padar gescheitert war. 2006 siegte er bei den U23-Europameisterschaften, 2007 und 2008 konnte er diesen Titel ebenfalls gewinnen. 2006 siegte er außerdem bei den Weltmeisterschaften der Studierenden. Bei den Olympischen Spielen 2008 schied er in seinem ersten Kampf gegen den Ägypter Islam El-Shehaby aus.
2009 gewann Bor eine Bronzemedaille bei der Universiade in Belgrad. Bei den Europameisterschaften 2010 in Wien bezwang er im Halbfinale den Deutschen Andreas Tölzer, im Finale unterlag er dem Weißrussen Ihar Makarau. Im Jahr darauf erreichte er bei den Europameisterschaften in Istanbul erneut das Finale, diesmal unterlag er dem Franzosen Teddy Riner. Bei den Weltmeisterschaften 2011 in Paris belegte Bor den siebten Platz, nachdem er im Viertelfinale gegen Teddy Riner verlor und in der Hoffnungsrunde gegen den Russen Alexander Michailin. Zwei Monate später fanden in Tjumen die Weltmeisterschaften in der offenen Klasse statt. Hier besiegte er Michailin im Viertelfinale und im Halbfinale den Japaner Keiji Suzuki. Im Finale unterlag er dem Usbeken Abdullo Tangriyev. 2012 in Tscheljabinsk erreichte Bor durch einen Halbfinalsieg über den Litauer Marius Paškevičius zum dritten Mal in Folge ein Europameisterschaftsfinale, diesmal unterlag er Alexander Michailin. Bei den Olympischen Spielen in London bezwang er in seinem ersten Kampf den Niederländer Luuk Verbij und im Achtelfinale den Marokkaner El Mehdi Malki. Im Viertelfinale unterlag er Andreas Tölzer und nach seiner Niederlage in der Hoffnungsrunde gegen den Brasilianer Rafael Silva belegte Bor den siebten Platz.
Bei den Europameisterschaften 2013 in Budapest unterlag Bor im Viertelfinale dem Russen Renat Saidow. Mit zwei Siegen in der Hoffnungsrunde sicherte er sich eine Bronzemedaille. Bei der Universiade in Kasan gewann er Silber im Schwergewicht und belegte in der offenen Klasse den siebten Platz. Nach einem siebten Platz bei den Weltmeisterschaften 2015 und einem fünften Platz bei den Europameisterschaften 2016 nahm Bor 2016 in Rio de Janeiro zum dritten Mal an Olympischen Spielen teil. Nach einem Auftaktsieg gegen den Tunesier Faicel Jaballah schied Bor in der zweiten Runde gegen den Kubaner Álex García aus. 2017 erreichte Bor bei den Weltmeisterschaften in Budapest durch einen Sieg über den Georgier Adam Okruaschwili das Halbfinale. Nach Niederlagen gegen die Brasilianer David Moura und Rafael Silva belegte Bor vor heimischem Publikum noch einmal den fünften Platz.